# ブリストル M.1

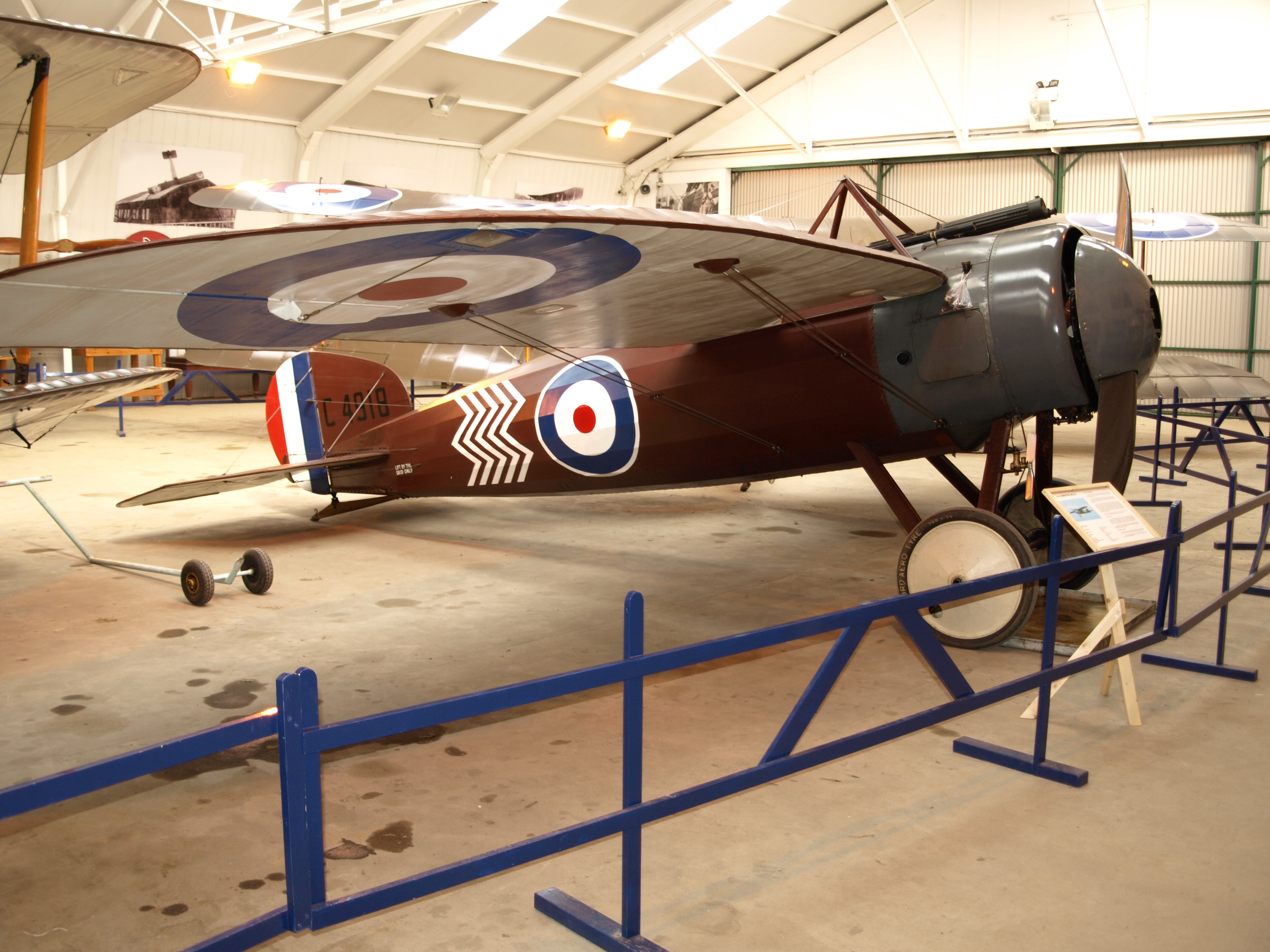
ブリストル M.1C

ブリストル M.1（Bristol M.1）は第一次世界大戦のイギリスの単座単葉戦闘機である。その形から「ブレットまたはバレット(bullet)」=弾丸とのニックネームもある。
ブリストル飛行機の自主開発として、1916年にフランク・バーンウェルの設計で開発された。戦争省はM.1Bとして4機を評価用に発注した。胴体の高い位置に主翼をもつ単葉機で、7,7mm機銃を主翼の付け根に設置し、パイロットの前下方の視界を確保するために翼の根元に羽布の張られない部分が設けられた。
速度は当時のドイツのフォッカー単葉機よりも50–80 km/h上回ったが、着陸速度が高く、短い飛行場が主の西部戦線での運用は困難である考えられ、空中戦を行うためには複葉機のほうが安全であると評価された。それでもローヌエンジンを装備し、機銃を胴体に装備した生産型M.1Cの125機が発注された。1機は、ブリストル ルシファーエンジンの評価用のM.1Dとなった。
33機のM.1Cが中東やバルカン方面に配備された。その他はイギリスの練習部隊で使用された。12機は、チリ向けにイギリスで製造中の軍艦をイギリスが接収した代償にチリに供与された。チリ空軍のM.1Cはダゴベルト・ゴドイの操縦によって、1918年12月12日にアンデス山脈を越える飛行に初めて成功した。

## 仕様
- 乗員： 1
- 全長： 6.24 m
- 全幅： 9.37 m
- 全高： 2.37 m
- 空虚重量： 409 kg
- 全備重量： 611 kg
- エンジン： Le Rhône 9J エンジン 、110 hp
- 最高速度：209 km/h
- 巡航高度：6,096 m
- 武装：1 x .303 ビッカース機銃